# 都试
都试是汉朝的阅兵制度。
汉朝郡国每年秋后操练检阅材官、骑士、楼船士。《汉旧仪》记载：“八月，太守、都尉、令长、丞尉，会都试，课殿最。”王莽居摄年间，翟义为东郡太守，以九月都试那一天发动属下车骑材官士举事反王莽。东汉建武六年（30年），汉光武帝下诏裁撤各郡的都尉，于是取消都试。